# 城源寺くるみ
城源寺くるみ（じょうげんじ くるみ、1965年1月26日 - ）は、日本の女優である。本名は柔原 くるみ。

## 人物・来歴
1965年（昭和40年）1月26日、東京都に生まれる。
1983年（昭和58年）3月に麹町学園女子高等学校を卒業する。1984年（昭和59年）に「にっかつ新人女優コンテスト」に入賞、「にっかつロマンポルノ」で女優デビューを果たした。ヴォリュームのある独特のヘアスタイルで1980年代中頃からビデオ、映画、テレビで活躍した。
身長155cm, 体重49kg（BMI 20.4）、スリーサイズ83 - 60 - 88 cmであった。

## 出演

### ビデオ
- クリイムベビー（VIP 1984年）[1]
- 新スチュワーデス物語り（ボックスランド 1985年）
- セクシィライダー（ジャパンホームビデオ 1985年）
- ラストレイプ（宇宙企画 1985年）
- 白衣のエンジェル（ファイブスター 1986年）
- 熟れ頃（ファイブスター 1986年）
- のぞかれて（フェニックス 1986年）
- 朝までいんらん（新東宝 1986年）
- レイプハンター6 スポットライトの行方（正和 1987年）
- ベスト・ヒット・フェニックス 乱舞（フェニックスビデオ、1988年5月28日） 小林ひとみ 中沢慶子　竹下ゆかり　星川ミグ　城源寺くるみ　高樹陽子 ほか　全7名
- 春夏秋冬（ニュースキット倶楽部）
- のぞきへの誘い（ドラゴンエース）

### 映画
- ヴァージンなんか怖くない（1984年11月3日公開、にっかつ）監督:那須博之 主演:鎌田みゆき [2]
- 愛染恭子の未亡人下宿（1984年12月22日公開、にっかつ）監督:山本晋也 主演:愛染恭子 - ミドリ役 [3]
- 愛人 悦楽の午後（1985年5月8日公開、にっかつ）監督:薬師寺光幸 主演:青木ひろみ - 女の子役 [4]
- ザ・夜這い（1985年10月12日公開、にっかつ）監督:木俣堯喬 主演:城源寺くるみ [5]
- (金)(び)の金魂巻（1985年4月20日公開、にっかつ）監督:井筒和幸 主演:川上麻衣子 - ソープ嬢役 [6]
- オフィス・ラブ 真昼の禁猟区（1985年7月20日公開、にっかつ）監督:上垣保朗 主演:赤坂麗 - 倉嶋花世役 [7]
- 蕾の眺め（1986年4月26日公開、にっかつ）監督:田中登 主演:今陽子 - 花村亜紀役 [8]
- (生)ビデオルーム なまつば愛撫（1986年9月23日公開、にっかつ）監督:藤浦敦 主演:清里めぐみ [9]
- お嬢さん探偵 ときめき連発!（1987年8月29日公開、にっかつ）監督:黒沢直輔 主演:西脇美智子 - エリカ役 [10]
- 妖艶 肉縛り（1987年4月28日公開、にっかつ）監督:すずきじゅんいち 主演:長坂しほり - 加納みどり役 [11]

### テレビドラマ
- 混浴露天風呂シリーズ 第4作 女子大生秘湯ツアー連続殺人！（1985年11月23日、テレビ朝日系・土曜ワイド劇場） - 友川ジュン（サークル「温泉研究会」メンバー） 役
- おとぼけ駅員 キップくん 2（1986年2月17日、フジテレビ系）
- 女流作詞家殺人事件 ヒット曲を盗んだ女 新聞広告が殺人を予告する！（1986年2月22日、テレビ朝日・土曜ワイド劇場）
- 殺人ダイヤルを廻した女 美しいOLに仕掛けられたテレフォンセックスの罠（1986年5月24日、テレビ朝日・土曜ワイド劇場）
- お手玉（1986年6月16日、フジテレビ系・松本清張サスペンス 隠花の飾り）
- 「牟田刑事官事件ファイル」（テレビ朝日・土曜ワイド劇場）
  - 第5作「露天風呂撮影会ツアー殺人事件」（1986年8月2日） - ユカ 役
  - 第8作「湯けむり伊豆半島、女たちの殺人スポーツツアー」（1988年4月30日）
- 喪服のにあう人妻ふたり 危険な女たちの殺人ゲーム（1986年8月9日、テレビ朝日・土曜ワイド劇場）
- にせドン・ファン（1986年9月10日、TBS・水曜ドラマスペシャル）
- 女ふたり捜査官 第12話 張込み・温泉街の母（1986年11月14日、テレビ朝日）
- 女からの眺め 女だけで犯した20億円強奪作戦」（1987年1月6日、日本テレビ系・火曜サスペンス劇場） - 辻井ユキ 役
- アヒルから白鳥になった女（1987年3月11日、TBS・水曜ドラマスペシャル）
- 家政婦は見た! 第5作 美しい女病院長 華やかな私生活の秘密（1987年4月11日、テレビ朝日・土曜ワイド劇場）
- アリエスの乙女たち（4月8日〜9月23日、フジテレビ） - 徳永マミ 役
  - 第16話 檻の中の愛（1987年8月5日）
  - 第17話 私の名は不倫少女（1987年8月12日）
- 西村京太郎トラベルミステリー
  - 阿蘇殺人ルート（1987年7月4日、テレビ朝日・土曜ワイド劇場）
  - 死を運ぶ新特急「谷川7号」美人OL探偵と窓際刑事（1988年7月19日、テレビ朝日・火曜スーパーワイド）
  - L特急あさま信濃路殺人事件 EF63形機関車の証言！ 美人OL探偵と窓際刑事III（1989年12月26日、テレビ朝日・火曜スーパーワイド）
- 六本木ダンディーおみやさん 第5話 ハイミスの恋を散らせた映画界殺人事件（1987年11月6日、テレビ朝日系）
- 本郷菊坂おんな殺人坂 にわかメイドが覗いた大資産家家庭の秘密（1987年10月31日、テレビ朝日）
- 万歳！奇蹟の赤ちゃん出産 看護婦青春物語（1988年4月19日、テレビ朝日・火曜スーパーワイド）
- はぐれ刑事純情派 第18話 悪徳刑事の妻（1988年8月3日、テレビ朝日）悪徳刑事の妻
- 密会の宿 第4作 謎の美少女と白い帽子の女（1988年11月5日、テレビ朝日・土曜ワイド劇場） - ケイコ（お菓子学校勤務） 役
- 霊界捜査ドラマ1 ギャルたちが消えた！その背後霊をさぐれ（1988年11月15日、テレビ朝日・火曜スーパーワイド）
- さすらい刑事旅情編 第15話（1989年2月8日、テレビ朝日）
- 明日はアタシの風が吹く（1989年2月4日〜1989年4月1日、日本テレビ系）
- はぐれ刑事純情派 2 第9話 父を見殺しにされた娘（1989年5月31日、テレビ朝日）
- 西村京太郎の青春トラベルミステリー 南紀白浜振り子電車殺人事件 美人OL探偵と窓際刑事II（1989年4月18日、テレビ朝日・火曜スーパーワイド）

## 書籍

### 写真集
- ロマンポルノのニュー・アイドル（1984年12月15日、東京三世社）撮影:堀善郎
- キュートに可憐に KU・RU・MI・まるごと100%（1984年12月15日、東京三世社）撮影:堀善郎
- 浪漫ちっく DOLL（1985年10月20日、大洋図書）撮影:丸山裕
- マドンナメイト 城源寺くるみ写真集（1985年12月1日、二見書房）撮影:米本光穂 ISBN 9784576850825
- セクシー・ギャルの撮り方 堀善郎写真集 秋元ともみ 早川愛美 中沢慶子 城源寺くるみ ほか（1987年3月15日、ピラミッド社）撮影:堀善郎

### 雑誌
- EIGA NO TOMO 1984年12月号、1985年3月号（近代映画社）
- GORO 1985年2月28日号（小学館）